# Elymnias thyone
Elymnias thyone är en fjärilsart som beskrevs av Hans Fruhstorfer 1914. Elymnias thyone ingår i släktet Elymnias och familjen praktfjärilar. Inga underarter finns listade i Catalogue of Life.